# Peruanisch-Bolivianischer Krieg
Der Peruanisch-Bolivianische Krieg ereignete sich 1841 und 1842 zwischen Peru und Bolivien. Er war eine Folge des Peruanisch-Bolivianischen Konföderationskriegs von 1836 bis 1839.

## Vorgeschichte
Im Jahr 1825 löste sich die selbstständige Republik Bolivien von Peru. Nach dem Verzicht von Antonio José de Sucre wurde im Jahr 1827 Andrés Santa Cruz zum bolivianischen Präsidenten gewählt. Er hob die von Simón Bolívar geschaffene Verfassung auf und schuf eine neue Republik mit nun durchdachten Organisationen, moderneren Gesetzen, einer stabileren Wirtschaft und einer militärischen Stärke.
Santa Cruz, der die territoriale Ausdehnung des Inka-Reiches erzielen wollte, marschierte 1836 in Lima ein und löste den Peruanisch-Bolivianischen Konföderationskrieg gegen Chile aus. Er rief die Peruanisch-Bolivianische Konföderation aus, die bis zum Ende des Krieges 1839 bestand.
Am 16. Juni 1839 wurde der antikonföderale General Agustín Gamarra vom peruanischen Kongress als provisorischer Präsident bis zur verfassungsmäßigen Wahl bestätigt, woraufhin Santa Cruz nach Ecuador floh.

## Verlauf des Krieges
Der peruanische Präsident Gamarra wollte den Zustand in Bolivien nutzen, um die rohstoffreiche Provinz La Paz zu annektieren. Er drang im August 1841 in Bolivien ein und belagerte die Hauptstadt. Seine Armee wurde jedoch von Bolivianern unter der Führung von José Ballivián in der Schlacht von Ingavi am 18. November 1841 geschlagen. Gamarra wurde von zwei Kugeln getroffen und starb.
Ballivian nutzte die Gelegenheit, Teile Perus zu besetzen. Doch die peruanischen Streitkräfte, die General Manuel de Mendiburu durch Milizen verstärkt hatte, besiegten die bolivianischen Truppen in mehreren Gefechten, unter anderem 1841 bei Sama, bei Altos de Chipe und bei Motoni, 1842 bei Tarapacá und bei Orurillo. Die Bolivianer mussten sich zurückziehen.

## Friedensschluss
Unter Vermittlung Chiles kam es am 7. Juni 1842 zum Frieden von Puno. Im November 1847 unterzeichneten die beiden Länder einen Friedens- und Handelsvertrag (tratado de paz y comercio).